# 新自由主義
新自由主義是經濟自由主義在二十世紀末的一種復甦形式，從1970年代以來在國際經濟決策中的角色變得愈來愈重要。新自由主義的核心是自由的資金融通，這種意識型態強調金融市場在儲蓄配置方面上的有效作用，並且主張在社會的各方面推動金融化、減弱甚至撤銷對於金融機構的監管措施和實施有利於金融機構的發展的政策等等。

## 不同定義
- 鼓吹國家推動資金流通自由化進程的意识型态
- 主張結合國內市場並以政治手段強迫打通國外市場的意识型态
- 一種將市場視為人類道德觀念的體現且與生產效率無關的意识型态
- 一種把整個社會視為一個市場的意識型態
- 主張完全由個體經濟學來支配經濟和排斥宏觀經濟學及其附屬概念（如國家及社會的益處）的意识型态
- 主張實行公司制的意识型态

## 關於使用這個術語一事的爭論
一些學者認為新自由主義通常被批評者用作貶義詞，在許多學術著作中超過了貨幣主義、新保守主義、華盛頓共識及「市場改革」等類似的術語。例如《新自由主義手冊》宣稱這個術語「已成為一種手段，用來識別一系列看似無所不在的市場導向政策，這些政策對一系列廣泛的社會、政治、生態及經濟問題負有主要責任」。人們對於它的這種使用方式受到了那些倡導新自由主義政策的人的批評。例如《新自由主義手冊》進一步指出：「（這個術語）缺乏特異性，降低了其作為分析框架的能力，如果新自由主義要作為理解過去幾十年社會轉型的一種方式。」歷史學家丹尼爾·斯特德曼·瓊斯也同樣表示，這個詞「經常被用作與全球化和反覆出現的金融危機相關的恐怖的統稱」。
一些作家批評「新自由主義」一詞是左派人士對自由派人士及左派人士不同意的自由主義的各種分支的侮辱或誹謗。英國記者威爾赫頓聲稱新自由主義一詞是“一種不加思考的左派式侮辱”，因而“扼殺了辯論”。但另一方面，許多學者認為它保留了有意義的定義。梅特卡夫 (Stephen Metcalf) 在《衛報》上撰文指出，國際貨幣基金組織2016年發表的論文《新自由主義：超賣？》有助「消除此想法，即這個詞只不過是一種政治誹謗，或者是一個沒有任何分析能力的術語」。加里‧格斯特爾認為新自由主義是一個合法的術語，並且將其描述為「明確呼籲釋放資本主義力量的信條」。他區分開新自由主義與傳統保守主義，因為後者重視尊重傳統並支持強化傳統制度，而前者則尋求破壞和克服任何阻礙的制度。
馬尼托巴大學地緣政治經濟研究小組主任拉迪卡·德賽認為，資本主義的地位在1914年達到頂峰，即兩次大戰、反資本主義革命和凱因斯主義改革之前；新自由主義的目的是恢復資本主義的地位。資本主義達到了它曾經享有的卓越地位。她認為，這一進程已經失敗，因為當代新自由主義資本主義引發了一場“緩慢展開的經濟災難”，並且給世界帶來了不平等、社會分裂、經濟苦難和缺乏有意義的政治的加劇。

## 背景
「新自由主義」一詞原本是用以形容一些強調遠離國家控制或保護的政治運動，尤其是自1970年代以來開展的相關政治運動。新自由主義一詞並非對於此等運動的單一稱呼，許多擁護者只簡單稱自己為自由主義者，而抨擊者（及一些擁護者）則給柴契爾主義（英國）、雷根經濟學（美國）、經濟理性主義（澳大利亞）、羅傑經濟（紐西蘭）、中曾根主義（日本）或曼莫經濟學（印度）等理論或意識型態貼上新自由主義的標籖。由於新自由主義與新古典主义经济学有緊密關係，再加上常引發混淆的「自由主義」一詞經常被用以指稱主張干預經濟的社會自由主義，因此一些人認為應該將新自由主義改稱為「新古典自由主義」。
與名稱相反的是，許多自稱「自由派」人士的人（尤其是在美國）往往反對新自由主義，原因是其實是保守派所擁護的放任資本主義在十九世紀的歐洲已顯露許多缺失，放任資本主義以關於薩伊定律的理論為依據，聲稱「供給創造自身的需求」，因而只重視供應方的利益，並且不斷鼓吹人們向產業家投注資金和主張加徵關稅以保障己國國內的企業的利益，導致需求方往往缺乏消費力，許多歐洲貧民受限於沒錢接受教育和沒人脈資源難以在祖國競爭生存一事，只得移民海外殖民地與原住民爭奪資源，而且沒有能在祖國國內自由發展，歐洲外移人口多過移入人口的現象直到20世紀中期才結束。新自由主義與與约翰·杜威、伍德罗·威尔逊、凯恩斯、富兰克林·德拉诺·罗斯福等人的思想有關的進步自由主义並不相同。凱恩斯抨擊了以關於薩伊市場定律的理論為基礎的自由放任資本主義，他認為若讓市場自身調整以脫離經濟蕭條，那可能要花很久的時間，所以長期來看，那時因經濟蕭條而受苦的貧苦大眾早已死去，根本享受不了經濟好轉所帶來的好處。

## 歷史

### 起源
根據著名經濟學家路德維希·馮·米塞斯教授在其出版於1922年的著作《社會主義：經濟學和社會學分析》中所提出的説法，新自由主義者這一稱呼適用於主觀價值論的擁護者，包括奧地利派的開創者卡爾·門格爾教授及其重要人物弗里德里希·馮·維塞爾教授。市場自由主義的創立人維塞爾教授被視為新自由主義的開創人。作為奧地利派的代表人物之一，路德維希·馮·米塞斯因創立了不少重要的經濟學理論而被視為新自由主義的創立人。

### 創立
新自由主義最重要的代表人物被認為是著名作家查爾斯·彼得斯（Charles Peters），他在1983年發表了〈一個新自由主義者的宣言〉一文。

### 出現
市場主義出現於資本主義興起的時期。市場主義認為市場對文明發展而言是不可或缺的，但市場主義不一定主張完全任由市場自行運作。
歷史上的「第一波全球化」指的是20世紀初期前貿易自由化和自由放任的經濟趨勢，但隨著第一次世界大戰的爆發、金本位制度的終結和大萧条的開始而告終。新自由主義在當代則與「第二波全球化」相連結，第二波全球化的種子是在第二次世界大戰後種下的。在1945年至1960年代之間，各種中央集權形式的自由主義和經濟民族主義主導了許多國家的經濟和社會政策。
在布雷顿森林协定使得國際貨幣漸趨穩定後，自由主義的經濟根基開始重新建立。作為一種意識形態運動，新自由主義根基於羅伯特·蒙代爾和阿瑟·弗萊明（Arthur Flemming）的著作上，逐漸普及發展。在同時期的1960年代和1970年代，一些理論家如弗里德里希·哈耶克、米爾頓·佛利民創建了一個鼓吹自由市場的智庫——朝聖山學社。他們將理論根基於奧地利派的經濟學理論及货币主义。新自由主義認為贸易保护主义和政府主導的計畫在經濟上是毫無效率的，開發中國家應該開放他們的市場讓其他國家參與，並且專注於出口上。新自由主義也強調要消除國營公司，並且減少對商業行為的阻撓。新自由主義的理論在一連串的貿易談判後得以實現，構成了對於關稅和貿易的一般共識，以及區域性的自由貿易協議如歐盟和北美自由贸易协议。

### 興起
在第二次世界大戰後新自由主義的發展一直相當緩慢，直到1970年代才開始更快速的增長，不過新自由主義也非都是通過和平的方式來被奉行。一個經常被舉出來的紐自由主義的成功例子是奥古斯托·皮诺切特統治下的智利，皮诺切特是透過暴力推翻了由國民選出來的萨尔瓦多·阿连德才掌權的。阿连德政府採用激進的左翼政策，被不少人稱為國有社會主義政策。在皮诺切特上台後，他起用了一批受到米爾頓·佛利民影響的芝加哥派經濟學家，迅速轉向至紐自由主義，大量私有化國有的資產（但一些公司仍因裙帶關係而得到國家的優厚待遇）。這些政策後來被《布雷顿森林協議》的制定者模仿，在許多貧窮國家被實行，尤其是在拉丁美洲國家。
這一波自由市場資本主義的崛起在美國的雷根和英國的撒切尔時期達到最高潮，雷根和撒切尔政府不只將他們國家的政策轉向自由市場主義的一邊，同時也運用布雷顿森林協定向全世界其他國家施加他們的政策。也因此，一些人視新自由主義為「华盛顿共识」的同義詞，華盛頓共識本身便是國際貨幣基金和世界银行在20世紀末和21世紀初的主要政治觀點。新自由主義者的一句格言（如同撒切尔所説的）是：「除了通往全球化資本主義外『沒有其他任何選擇』存在。」
在1980年代晚期和1990年代初期，新自由主義的政策也被傳統上位居中間偏右的政黨所採納，美國的民主党在1990年代大幅採用新自由主義的政策，總統比尔·克林顿也支持北美自由贸易协议，並將自由貿易作為他的經濟政策所不可或缺的一部分，提倡科技知识产权以作為美國減少貿易逆差的方式。一些中間偏左的新自由主義經濟學家認為贸易保护主义與左翼右翼無關，而是和「不對稱」的問題有關。許多第三种道路的政黨—包括英國的工黨和德國的社會民主黨都採納了新自由主義的政策。這些延續了1980年代政策的政府主張他們可以運用這樣的方式來達成更大的社會利益，並且利用經濟綑綁的方式來使那些剛脫離史達林主義制度的歐洲國家能更快融入世界經濟的行列。

### 巔峰
1989年,  冷戰已經進入尾聲，羅伯特·海爾布隆納教授在著名雜誌《紐約客》上發表文章，宣稱：「在正式開始不到七十五年之後，資本主義和社會主義之間的較量就結束了:   資本主義贏了......資本主義比社會主義更加令人感到滿意地組織好人類的物質事務。」
蘇聯解體後, 新自由主義向全世界勝利進軍。然而, 這種勝利被認為只是在延遲新自由主義國家的財政危險爆發，由於新自由主義國家举债融资來增加公共开支，因此它們同時把資本主義的危機擴散至整個世界。擁護馬克思共產主義的政論人吉尔斯·达维老師在其作品《從危機到共產化》中表示：「因此, 如果说资本主义确实在20世纪末有了一个新的开始，那么它的胜利并不像看上去那样伟大。当前的危机显示，八十年代和九十年代的繁荣并没有克服七十年代的困境:   产能过剩、生产过剩、过度积累、利润率下降。过去三十年世界范围内的增长是不可否认的，但也是不健康的。它的成功与资本主义制度的理則相悖，资本主义不可能一直把工人当作不惜一切代价减少的成本，不可能一直优先考虑金融业，不可能一直靠负债过日子，不可能把美国人的生活方式推广到各大洲。」

### 衰退
2007年次貸危機爆發後，很多人把這場危機的爆發歸咎於新自由主義政策，美國最後決定實施檸檬社會主義政策以防止大公司倒閉，標誌着新自由主義國際秩序表面上已經崩潰。
2022年俄烏戰爭爆發后，国际秩序越发倾向于关系对立，新自由主义国际秩序趋于结束。
2011年, 伊麗莎白·波維內利（Elizabeth Povinelli）聲稱新自由主義的地位已被晚期自由主義（Late Liberalism）取代，晚期自由主義一詞被用以指稱自由主義國家在應對一系列合法性危機時所奉行的意識型態。2020年, 著名政治學家弗朗西斯·福山表示他「承認新自由主義已死」。2022年4月13日，歷史學家加里·格斯特爾（Gary Gerstle）在接受著名雜誌《國家》訪問時表示他認為雖然新自由主義的一些元素仍然存在，但是新自由主義政治秩序已經終結。

## 理論
就整體來説，新自由主義主張國家不應該限制公司的發展，相反，國家應該實施各種政策以幫助公司成長，並且抑制工會等可能會妨礙公司發展的組織的勢力擴張，從而促進公司不斷壯大，這些公司所獲得的成果最後將會使全體人民獲得益處。雖然新自由主義以維護市場自由為由，反對國家實施對於公司在賺取利潤方面上的監管措施，但是新自由主義並不反對國家給予公司補貼及税收優惠等等。新自由主義亦主張優先發展金融業。此外，由於新自由主義認為每當人們準備作出任何決定，都會運用合乎理性的市場式思維模式，因此它認為一切都是市場，故此它把自身視為能夠解釋所有現象的意識型態並主張消除人們對於市場的偏見和掃除會阻止人們作出市場式行為的所有障礙。這些主張引發了很多爭議。

### 利益均沾論
新自由主義以利益均沾論為理論基礎之一，該理論聲稱富裕的人積蓄金錢的唯一一個原因是他們認為自己沒有足夠的金錢，只要給他們更多的金錢，超過了這條界線，他們便會花費多餘的金錢，從而使貧窮的人受惠，例如在利益均沾論中，公司基於成本及隨意設定的目標利潤來定立價格，如果它們有更多的金錢來抵銷成本，它們便會僱傭更多人來生產更多商品，使工作機會增多，但批評者認為這完全不符合市場經濟體系的原則，原因是價格一般是由公司及消費者所共同定立的，而且僱傭更多人會降低利潤率，這不符合公司營利的目的，公司有可能會囤積這些金錢，亦有可能會拿這些金錢來進行過度的投機活動，因而不再專注於對產品質量的提升，這些投機活動亦可能會造成金融危機，公司亦有可能會用多餘的金錢來打壓其他企業以壟斷該行業，在競爭對手全都消失後，這些公司便能隨意提高價格，導致貧富差距不斷擴大。

### 滲漏效
根據柏克萊加州大學的經濟歷史學教授、新自由主義擁護者的布拉德福德·德隆所提出的説法，新自由主義有兩個主要的原則：
|  | 第一，在產業核心和資本主義世界經濟之間的緊密聯繫，而這種發展模型是那些貧窮國家在快速邁向繁榮的途中所不可或缺的（因此所有國際貿易的障礙應該儘可能的徹底移除）。第二，政府缺乏運作大型產業和商業公司的能力。因此，除了收入的重新分配、公共建設、司法的執行和一些其他領域之外，政府規模應該被減縮並民營化。 |

新自由主義的批評者認為德隆教授所提及的兩個原則描述了「滲漏效」的一部分，在新自由主義主導下，經濟的成長和科技的進步某程度上輕微地造福了貧窮國家和其人民，但這種過程是由跨國公司、富裕國家的精英及富裕國家所控制的組織（如國際貨幣基金組織）所主導的。批評者也宣稱這些理論與實際的情況不相符。而新自由主義的辯護者則聲稱「發展即為自由」，更多的經濟成長、專業化和機會的產生使得個人能夠達成更多在僵硬的貿易保護制度裡所無法達成的目標。但批評者認為這種説法扭曲了「自由」一詞的含意，新自由主義試圖使一切都服務於經濟利益，這是經濟主義的其中一個主張。

### 對世界金融管理組織的支持
如同以上述及的，新自由主義的原則也被稱為「华盛顿共识」— 一套替拉丁美洲國家量身打造的政策。如同布拉德福德·德隆對於新自由主義的定義，華盛頓共識也規定國家必須保持穩定的外匯匯率和政府的預算平衡。但自二十世紀九十年代起，華盛頓共識便已因失去效用一事而逐漸破滅。批評者聲稱華盛頓共識是美國用來支配拉丁美洲國家的經濟發展的工具。另一方面，一些專家認為新自由主義和華盛頓共識並不是同一回事，他們指出兩者之間有不少差異。
一些人聲稱新自由主義和放任自由主義及古典自由主義是相同的，但事實上這兩種意識型態之間存在一些差異。雖然在經濟學方面上，兩者都提倡市場經濟和自由貿易，但是新自由主義也有其國際關係學理論（制度自由主義），其主張以國際性的制度和一定程度上的國際衕盟作為國際談判和管理國際協議的手段。新自由主義認為國家之間更加緊密的聯繫能夠促使國家快速發展，同時也能減低國際間的緊繃，或者至少能減低國家利用軍事手段解決問題的情況，新自由主義也認為國家能夠在協助跨國公司發展的方面上發揮較大的作用，而且認為世界金融管理組織能夠有效地分配資金。相較之下，經濟自由主義主張把政治社會及經濟社會嚴格地區分開來，而放任自由主義反對新自由主義關於全球政府的主張，也反對由國家綑綁個人來進行外交談判。
新自由主義認為通過世界金融管理組織借錢給貧窮的國家能夠使雙方都獲得很大的收益，原因是這些國家能夠利用這些金錢來進行各種有助於經濟發展的工程，而借錢的一方也能夠賺取利息，但很多批評者認為這只是金融巨頭在試圖捆綁這些國家並嘗試搶奪它們的財富，亦有批評者聲稱所給予的借款可能會落入貪腐的官員手中，就算被用在進行這些工程一事上，這些工程也未必能夠產生利潤，此外，隨意借錢給這些國家可能會使其經濟狀況惡化，原因是這種行為不但不能夠使平民百姓及提供公共服務的機構受益，而且從長遠來看，過多的外債可能會阻礙這些國家從國外吸引投資者來投資給它們，還有，如果它們償還不起債務，便可能會造成經濟危機，此外，如果沒有嚴格的監管措施，當權者可能會濫用這些借款，因而妨礙經濟成長，債務增加本身也會產生各種各樣的問題。另外有不少批評者認為新自由主義國家試圖透過借錢給這些國家來摧毀其法定貨幣的信用基礎，從而加強自身的金融霸權。一些陰謀論者這樣描述新自由主義國家的企圖：
要儘量鼓勵他們(國家)花費、 鼓勵他們向我們借貸，這樣我們就有十足的把握來摧毀他們的信用、 使他們的貨幣貶值、通貨膨脹。只要他們對物價失去了控制，他們在國民心目中就會完全垮台。

要以我們的經濟和技術優勢，有形無形地打擊他們的工業。只要他們的工業在不知不覺中癱瘓下去，我們就可以鼓動社會發起動亂。不過我們必須表面上非常慈愛地去幫助和援助他們，這樣他們(國家)就顯得疲軟。一個疲軟的國家，就會帶來更大的動亂——〈十條誡令〉
一些人認為使用這種方法確實可能會使金融巨頭在短期內獲得巨大的利益，但這需要新自由主義國家干涉這些國家的內政以確保新任領導人會償還債務，否則這些國家可能會拒絶支付貸款，此外，永遠操控這些向它們借錢的國家的發展是不可能的，這些國家終將作出回應，從長期上來看，新自由主義國家可能會因此而蒙受巨大的損失，金融巨頭卻能夠避免承擔後果而成功保障自身的利益。

### 對國際游資的重視
很多新自由主義者主張依靠國際游資來解決全球性的經濟問題，但批評者認為國際游資在二十一世紀初造成了許多金融危機，如亞洲金融風暴。

### 對計劃經濟的反對
新自由主義所使用的概念在經濟學界逐漸普及，不只是因為政治權力平衡的改變（如同以上述及的），也是因為許多經濟學家發現到在二戰後貧窮國家的經濟發展策略並沒有發揮其原先假定的效用。尤其是那些為了實行大量公共計畫而債台高築的左翼貧窮國家。新自由主義也是因民粹主義及福利自由主義的失敗而崛起，但即便如此，現今不少北歐國家仍因奉行福利資本主義一事而取得很大的成效，而一些中歐國家仍然奉行萊茵資本主義。
新自由主義者認為 許多東亞國家和地區（如中華人民共和國、臺灣、韩国、新加坡）以出口為主的、由國家所主導的經濟政策的失敗，以及计划经济或國有共產主義的失敗，都説明了對新自由主義式改革的需要。這種改革的方式是讓來自於國外的資金可以完全自由地在國內流通。
然而，一些自由社會主義者認為新自由主義者對社會主義所提出的抨擊意見事實上只適用於國有共產主義身上，原因是國有共產主義經濟模式與民主社會主義經濟模式非常不一樣，這些自由社會主義者認為自由社會主義實際上是被完善了的自由主義，並且聲稱國有共產主義只是讓國家取代了資本家的地位，因而導致資本家式生產方式的弊病在這些國家國內變得更加嚴重，而且限制了國民的自由，而自由社會主義擁有經濟民主的元素，同時保留了市場經濟體系，因而比國有社會主義、國家社會主義、國有資本主義及國家資本主義等等更加公正和有效。

### 利用經濟保護主義制度來謀利
新自由主義在某些方面上與經濟保護主義並存，例如布雷頓森林機構在要求其他國家允許資金自由流動的同時大力補貼美國國內市場，批評者認為這是不公平的，而且違反自由貿易相關原則。

### 對平等主義的反對
新自由主義認為不平等是無法被消除的，它認為人們在能力上有優劣之分，人們之所以無法取得成功，是因為他們不夠努力或能力不足。新自由主義亦認為如果奉行共產原教旨主義、 強行令所有人都有同樣多的收入，就會是非常不公平的，而且會導向極權統治。但批評者認為新自由主義故意忽視外在因素對人們能否獲得成功一事的影響，試圖推卸責任，而且平等並不一定意味着收入上的完全相等，國家或社會能夠透過消除歧視和提供協助等等來使更多人擁有更多成為成功人士的機遇。

### 對民主的重新定義
新自由主義者把民主等同於所謂的消費者主權，他們聲稱消費者選擇購買某一企業所售賣的商品便是民主的表現，但批評者認為新自由主義者扭曲了民主的含意，又故意混淆了理想中的市場及法治等概念，並且致力於把每一個領域都納入到市場的範疇之內，試圖藉此消除公民社會的獨立性和加強對國家的控制，從而獲得更大的政治權力並藉此利用國家來鞏固大公司的地位。

### 把所有社會生活視為一個已經存在的市場
著名經濟學家盖瑞·贝克及理查德·波斯纳曾經聲稱所有社會生活都可以被視為一個市場，貝克曾在一次演説中宣稱：「无论个人是自私的、利他主义的、忠诚的、怨恨的还是受虐狂的，他们都会按照自己的想法使福利最大化。」因此貝克聲稱不再需要假定存在类似纯粹或自由市场的东西，这意味着新自由主义者可以简单地忽略針对这种理想化范畴引出的矛盾的抨擊意見，此外，新自由主义者不必花时间试图構建的纯粹的或自由的市场，也不必等待市场社会在未确定的將来的某个时刻到来，但有批評者認為由於貝克不試圖定義何謂犯法，因此貝克所持有的觀點可能會被用以試圖正當化違法行為，而這種行為可能是違背道德的，例如伯納德·哈考特（Bernard Harcourt）曾經表示他認為贝克的论点意味着「我们都是潜在的罪犯。 ...... 如果价格合适，我们每个人都会犯罪」，也有批評者認為這個觀點充滿錯處，例如貝克認為社會生活本身就是市場，但這些批評者認為貝古忽视了構建新市场所需的巨大人力、社会及技术努力，此外，而如果要採納波斯纳所持有的观点意味着要研究某些权利 如财产权或其他权利 是如何通过被构建出來的市场被建立、被分配和被交易的，事物能夠被市場化不代表事物本身就是市場，貝克所提出的這一説法是新自由主義其中一個受到最多抨擊的觀點。

### 推動金融化進程
擁護馬克思主義的著名經濟地理學家大衛·哈維博士在其著作《新自由主義簡史》中表示：「簡而言之, 新自由主義化意味着一切事物的金融化。毫無疑問, 權力從生產世界被轉移到了金融世界。」抨擊者認為過度的金融化會使國家陷入產業空洞化這個困境，而且會使大量從事製造業的人失業。

## 實踐
新自由主義在實踐上的變化相當廣泛。一些人認為管制的透明度、發展、和統一是最重要的目標，一些人則認為解除國家管制才是主要目標。許多興復自由主義者抨擊這些理論被實踐時採取的方式。一些人則反對世界銀行及國際貨幣基金組織等組織的介入。其他一些人則歸罪於在1980年代被採用的「休克疗法」，其認為這種療法造成了大量的經濟破壞，並且認為瞬間的市場化（如主權國家聯盟在蘇聯瓦解後所實施的政策）導致了中央化而腐敗的經濟寡頭政治，而這些正是興復自由主義所反對的（不過辯護者也指出愛沙尼亞和波蘭的快速改革的成功，以及改革較慢的國家如摩爾達維亞及俄國經濟狀況的逐漸改善，但這種改善被批評者認為不是由新自由主義所造成的，而是俄國在奉行普京主義之後才出現的，而且新自由主義所造成的負面影響至今仍然存在）。
新自由主義的實踐有不少失敗的例子，世界銀行的首席經濟學家約瑟夫·斯蒂格利茨宣稱國際貨幣基金組織迫使許多並不適當的國家接受新自由主義和華盛頓共識的政策，造成許多悲劇性結果（但也有意見認為是這些國家自身推動過於急速的金融市場自由化進程，並不是由美國及國際貨幣基金組織所造成的）。新自由主義也被民粹主義者、社會自由主義者及反資本主義者抨擊，他們認為無限制的市場力量最終將無可避免地擴大財富的不平等，也因此會導致權力的不平等。

## 常見的誤解
新自由主義經常被等同於市場原教旨主義或自由放任主義等等，但事實上它們並不相同。
1938年，在沃爾特·李普曼（英語：Walter Lippmann）座談會上，新自由主義一詞被創造出來，並且最終被用來描述一套特定的經濟學理念，其理論建基於在二戰結束後盛行於德國的秩序自由主義（Ordoliberalism）。座談會將新自由主義的概念定義爲涉及“價格機制的優先權、自由企業、競爭體系和強大而公正的國家”的意識型態。根據與會者路易·魯吉耶（Louis Rougier）和弗里德里希·哈耶克（Friedrich Hayek）所提出的説法，新自由主義的競爭將建構出一個由成功人士所構成的精英結構，他們將在社會中擁有權力，這些精英將取代現有的代表大多數人的代議民主制。新自由主義意味着提倡國家干預的現代經濟政策。
奥地利派所提出的一些主张暗示国家必須存在，原因是國家能夠阻止对价格的“操纵”，这是奥地利派與秩序自由主义者之間的共同点，国家的存在性能夠確保人们會被迫采用类似市场式思考方式的思维和行为，这也是福柯以及受其影响的人强调需要将新自由主义视为一种政府性形式的原因。
新自由主義不同於自由放任主義，原因是它不主張實施自由放任的經濟政策，而是包含高度建構主義思想，它主張建立一個強大的國家以在社會的各個方面帶來類似市場化的改革。人類學家賈森·希克爾（Jason Hickel）也抨擊了關於新自由主義需要國家撤出以支撐完全自由市場一説的觀點，他認爲新自由主義的傳播需要大量的國家干預來構建一個全球性的“自由市場”。
經濟政治學家娜塔莉·摩寧斯達爾（Natalie Morningstar）在其論文中聲稱凱恩斯主義和新自由主義都包含干預主義思想，只不過凱恩斯主義建議國家干預經濟以促進經濟發展，而新自由主義建議國家干預經濟以保持市場競爭，娜塔莉亦表示最好把新自由主義理解為一種靈活的治理模式 而非一種單一的思想體系。
經濟哲學家菲利普·米羅夫斯基（Philip Mirowski）博士在《新自由主義的十三條誡命》一文中聲稱新自由主義試圖成為一種能夠解釋世界上所有方面的現象的意識形態，此外, 新自由主義不可被等同於市場原教旨主義，由於與傳統的自由主義相比，新自由主義更加依賴強大的國家來維持社會秩序、鎮壓抗議活動、安置失業人士、維護市場運作和支持跨國公司對外擴展業務等等，因此新自由主義實際上在很多方面上並非與𦾔自由主義（Paleliberalism）相一致。

## 廣義上和狹義上的新自由主義
新自由主義被認為是一種強調金融市場的作用並鼓吹國家實施有利於公司的政策的意識形態，這與反對干預市場的放任自由資本主義形成強烈對比。
在國際用語上，新自由主義一詞指的是一種政治哲學及經濟哲學理念，它強調自由市場的機制，而且反對國家對國內經濟的干預和對商業行為及財產權的管制。在國外政策方面上，新自由主義支持利用經濟、外交壓力或是軍事介入等手段來擴展國際市場，達成自由貿易和國際性分工的目的。新自由主義支持透過國際組織與條約（如世界贸易组织和世界银行）對它國施加多邊的政治壓力。新自由主義支持私有化，反對由國家直接干預和生產（如凯恩斯主义）。為增進公司效率，新自由主義反對最低工資、勞工集體談判權等政策。新自由主義也反對社會主義及環境保護主義，其聲稱這會妨礙人們構建自由市場。
在美國, 新自由主義一詞通常也與自由貿易和社會福利改革等立場相連結，但並沒反對凯恩斯主義或環境保護主義。舉例而言，柯林頓總統時期的重要經濟學家布拉德福德·德隆便是知名的新自由主義者，但他也是凱恩斯主義者，支持收入再分配，同時批評布希政府的執政。美國總統隆納·雷根和共和黨，英國首相柴契爾夫人和保守黨常被視為新自由主義的擁護者。
一些新自由主義者認同關於充分就业和理性预期的理論等宏觀經濟學理論的正確性，這些理論得到綜合了紐古典派思想及新凱恩斯主義思想的佔據重要地位的紐凱恩斯主義者的認可。
新自由主義的興起有賴於通俗經濟學（Popular Economics）理論的傳播，通俗經濟學教科書試圖使人們像通俗經濟學家那樣思考，彼得-威姆·祖德霍夫（Peter-Wim Zuidhof）声称经济学越来越被其“方法而非其研究的『对象』所定义」，他声称这种对经济学的定义的转变是一个新现象，暗示了在更近期的经济学教学中或者至少在流行和教育文本的表述中，经济学越来越被框架为理解世界的最佳方式，祖德霍夫表示他认为这反映了一种“新自由主义”的理性。
在中文語境中，Neo-liberalism 和 New Liberalism（亦即社会自由主义）都被翻譯為「新自由主義」，儘管在英文圈或中文圈中，這兩個用詞都常被混淆，不過兩者其實是不同的意識形態。neo-前綴有「復興」、「複製」的意涵，新自由主義（Neo-liberalism）是奠基於古典自由主義的經濟方面的產物（經濟自由主義）並在此基礎上發展起來的新理論體系；新的自由主義（New Liberalism）則通常與社會民主主義等構成第三種道路的意識形態有關。
在最接近放任自由主義的形式上，新自由主義是一種根基於未經管制的貿易和市場的經濟意識形態，以及在冷戰結束後、或全球化所提供的商業擴展上，主張自由市場、自由貿易、和不受限制的資本流動，認為這樣將能創造出最大的社會、政治、和經濟的利益。這種形式的新自由主義主張將政府的開支、稅賦最小化，同時也將政府的管制最小化，並將政府對經濟的直接干預最小化。他們主張自由市場的力量將能自然地在許多領域創造出最高的價值。在西方國家，新自由主義主張福利國家制度應該被撤銷或民營化。這種形式的新自由主義以全球化來運用全世界的資源：廉價的勞工、原料、市場—儘可能以最有效率的方式來運作，並且要讓更多的市場開放讓已開發國家參與。然而，這種形式的新自由主義更為接近茶黨運動參與者所擁護的放任自由資本主義，現今新自由主義較為常見的形式大多主張國家以各種方式幫助公司發展。
新自由主義能被套用至相當廣泛的層面，這些層面並非都與保守主義政黨相連結。這些層面包括了減輕政府對金融公司的管制、從企業福利制度轉向私營的福利制度、從布雷顿森林协定的低貿易量轉移至高貿易量的貨幣流通環境，利用相對優勢來增加國內生產總值和工資中位數（median wages）。新自由主義還聲稱開發中國家之所以產生腐敗問題的原因正是因為國家對市場機制的干涉和管制，例如補助價格、設定工資等，並且主張這些國家應該打開門戶、容許跨國公司進入其市場和保障它們應有的利益以促進競爭。
新自由主義在國際政策層面上的主要競爭對手是新現實主義，新自由主義認為人民、國家、以及公司的本質是良善的。相反的新現實主義認為人民和國家都只是依照其自身的利益行動，並且認為一國只有在對其自身有利的情況下才會與他國合作。新自由主義堅持絕對增益（absolute gain）的理念也顯示他們比新現實主義者更加樂觀。相較新現實主義，新自由主義比較能接受國與國之間收益不均的合作行為。
一些人批評新自由主義只是由上層階級所強行施加的意識形態，他們宣稱新自由主義藉由受到美國支持的世界金融管理組織來增強跨國公司的實力。由於這些國家支持新自由主義，因此許多批評者認為這些政策是已開發國家和跨國公司對其他國家的剝削。批評者認為這些制度並沒有促長當地的發展，而只是確保了已開發國家對他們的支配地位優勢罷了（參見华盛顿共识、社團主義），批評者也認為新自由主義的政策給予跨國公司超越當地民選政府的權力，因為公司能夠運用他們撤離資本的能力（也因此影響工作機會和經濟）來作為影響政治的手段。
新自由主義的擁護者則會反駁道資金流動的自由是高效率的金融市場所不可或缺的。他們引述許多針對1970年代經濟動亂和衝擊的研究報告，並且聲稱自由的金額市場能夠更為穩定地應付這種衝擊、產生更高的經濟成長、更多的資本回報，也因此會有更多投資和發展。他們主張將其他國家的經濟與已開發國家相連結將能促成全球的穩定，也因此能創造出更多所謂自由的社會。
著名社會學家馬克·費舍爾（Mark Fisher）聲稱新自由主義帶有烏托邦色彩，它承諾會給世界帶來一個美好的共冨主義社會，在它失敗之後，資本主義現實主義（Capitalist Realism）作為替代品興起，它認為在資本主義之外別無選項，導致公眾失去擺脱資本主義對他們的操控的意願，馬克·費舍爾聲稱以中國為代表的新重商主義國家是新自由主義國際秩序所面臨的巨大威脅。
「新自由主義」經常被反全球化運動參與者及左派人士用作一種貶抑詞，所指的並非一種單獨的意識型態，而是指稱與對全球資本主義的奉行、對跨國公司權力的擴大和自由貿易對工資和社會結構產生負面影響這一現象有關的各種意識形態。

## 廣義上和狹義上的新自由主義者
如同許多政治用詞，新自由主義者一詞被以各種不同的方法被用以指稱不同的團體及不同的人士，因此這一詞可以用許多不同的方式被加以分類。其中一種最為侷限的定義是「主張實施自由放任主義政策、支持由資本主義所主導、推動私營化進程和維護貿易機制的人士」，在這種特定的形式下，新自由主義算是財政自由主義的一種形式，它要求已開發國家和開發中國家執行嚴厲的預算紀律、實施預算的平衡及貿易的流動。在這種定義下，突出的自由市場資本主義者包括了隆納·雷根、玛格丽特·撒切尔和艾伦·格林斯潘。
在更廣泛的定義上，新自由主義指的是那些會贊同布拉德福德·德隆所提出的理論的人，亦即任何主張限制政府提供公共利益的人、推動全球化進程的人都是新自由主義者。在這樣的定義下，約瑟夫·史迪格里茲和阿马蒂亚·库马尔·森也是「新自由主義者」，儘管他們都被興復自由主義者高度批評。
這兩者的差異可以從史迪格里茲對於華盛頓共識的抨擊中看出，亦即 雖然全球化和全球貿易是良好的，但是它們在實踐上已被引導至會造成貧窮國家更為貧窮的方法上。他也指出農業的補貼和貿易壁壘，以糖為例，他舉出糖在已開發國家和開發中國家之間進出口的價格差異，以及以「熱錢」作為外國投資工具所帶來的負面影響。對強調自由市場作用的興復自由主義者而言，未經許可就對農業進行補貼是錯誤的，這些都與自由貿易相關政策相違背。
其中一個最有名的商業自由主義者是著名作家湯馬斯·佛里曼記者，他在《纽约时报》的專欄長期以來一直提倡自由的全球貿易，同時也抨擊對於農業的補貼及反全球化的運動，這些觀點也呈現在他所著的《世界是平的》一書中。
在中國大陸，於改革開放時期，資產階級經濟學思想傳入中國。資產階級經濟學家大多非常認可市場原教旨主義代表人物司密·亞當教授所提出的關於看不見的手的説法，他們鼓吹國家致力維持資本主義式市場的無政府狀態，並且聲稱經濟發展不應該受到法律及政策的束縛，而在鄧小平南巡事件結束後展開的新自由運動 的參與者多為奧地利派的擁護者、經濟原教旨主義者（主張透過在市場上進行買賣來滿足人們的所有需求）、自由市場原教旨主義者（鼓吹國家完全無所作為，又主張只依賴自發性活動來主導社會和反對進行任何形式的政府活動，也反對實行任何形式的經濟計劃並視之為對於自由的威脅，而且反對進步主義及福利主義等部份意識型態）或自由市場保守主義者（主張構建自由市場，同時主張由華斯普等受到保守主義者所重視的群體來主導社會以維持所謂的自然秩序）等人士，該運動的代表人物被視為著名產權經濟學家張五常教授，他們當中有很多人主張任由人民按照自發秩序論的原則來構建社會，並且相信市場是萬能的，在不受干預的情況下能夠滿足任何願意投入鈔票的人的任何需求，他們當中亦有不少人推崇擁護無政府資本主義的著名經濟學家漢斯-赫爾曼·霍普教授的哲學思想，後者擁護保守放任自由主義並強烈反對民主主義及平等主義等部份意識型態。由於他們十分重視自由競爭，因此擁護干預主義的人士（如特色社會主義者、新權威主義者及新左派人士）經常把主張完全放棄管制和反對對經濟活動作出任何形式的干預等等的人士稱為新自由份子並對其所持有的觀點作出猛烈抨擊，他們指責這些所謂的美英經濟學家宣揚認為國家只需要負責確保要素能夠在全世界自由流動的空想資本主義，然而事實上新自由主義者未必認為完全不干預經濟活動 必定能夠帶來益處，其所提出的建議也比這些所謂的新自由份子所提出的建議複雜得多。

## 对新自由主义的抨擊

### 理論及實踐上的問題

#### 造成金融危機
新自由主义面临着来自左派和右派的專家、记者、宗教人士及活动家的批评。2008年的經濟大衰退引起眾多學者對新自由主義的批評，因為該次環球金融危機正是多年來新自由主義對於金融市場的放縱行為造成的。

#### 造成經濟危機
一些經濟學家認為新自由主義政策可能造成「道德危害」：   政府和國際的金融組織必須協助拯救開發中國家和其債權人，因為他們已經大到無法倒閉的地步了。而這又進一步鼓勵了投機行為和伴隨而來的風險。他們指出一連串國家如墨西哥、俄羅斯、東歐、東亞和阿根廷的貨幣價值侵蝕 顯示出如果政府允許投機行為，卻沒有足夠的懲罰或管制機制，將會造成極大的危害。

#### 加劇不平等現象
反新自由主義者聲稱新自由主義政策加劇了經濟不平等現象，並且加劇了全球貧困。

#### 利用民族主義情緒來實施政策
一些專家聲稱新自由主義並非完全與民族主義對立，相反，它有時會試圖使自身的價值觀與民族主義價值觀相兼容，因而加劇不同民族之間的衝突。

#### 支持新殖民主義
對於新自由主義—無論是其理論或實踐的批評者為數眾多。尤其是在那些資產被外國人大量收購、同時國內政治和經濟制度又被貿易和資本快速流動所侵蝕的開發中國家。即使是在新自由主義內部也存在爭議，一些人批評許多已開發國家在要求其他國家開放市場的同時，卻依然對其自身的國內農業市場實行保護政策。
反全球化运动是新自由主義最明顯的對手之一，這個運動的參與者特別抨擊新自由主義允許「資本自由流動」但卻不允許勞工自由流動的制度。他們認為新自由主義的政策慫恿一種「越競爭越惡劣」的情況，因為資本的流動造成環境和勞工水準的大幅降低，而且只不過是現代版的「向鄰居乞討」的帝國主義。新保守主義的盛行亦被認為是新自由主義國家為強行打開其他國家的國門一事而製造出來的現象。

#### 推動威權主義化進程
一些專家聲稱新自由主義式改革的成功有賴於社團主義制度的發展，而最初奉信新自由主義的政客在取得大權之後，可能會推動威權主義化進程和建構穩固的保護主義制度以試圖維持其地位，並且不當地試圖限制政治自由及經濟自由。

#### 推動新法西斯主義化進程
一些馬克思主義者聲稱新自由主義在取得主導地位後，新自由主義國家正在因其失敗而逐漸轉向至新法西斯主義，這些馬克思主義者抨擊了被視為新自由主義代表人物之一的著名經濟學家路德維希·馮·米塞斯教授所持有關於任何可能會危及市場經濟體系地位的意識型態都是所謂的破壞主義一説的觀點，他們這樣描述新自由主義關於國家職能的觀點：「除维护国际金融流通外，管得越少的政府越是好的政府，似乎唯一正当和合法的政府是维护金融霸权地位的政府。」他們也聲稱新自由主義者試圖合理化世襲資本主義的存在性、迫使國家屈從於金融公司的利益和尋找能夠為經濟危機承擔後果的替罪羊（如文化馬克思主義者及外來移民）等等，因此新自由主義已經因其鞏固了大公司所擁有的特權一事而衍生出了新封建主義，而新自由主義國家因社會上開始出現仇外情緒等特徵一事而正在出現新法西斯主義化的現象，為此 這些馬克思主義者提出了一系列應對方案。

### 抨擊者
在理论上或实践上曾經抨擊過新自由主义的知名人士包括著名经济学家约瑟夫-斯蒂格利茨（Joseph Stiglitz）、阿马蒂亚-森（Amartya Sen）、迈克尔-哈德森（Michael Hudson）、张海俊（Ha-Joon Chang）、罗伯特-波林（Robert Pollin）、朱莉-马塔伊（Julie Matthaei）、和理查德-D。沃尔夫；擁護放任自由社會主義的语言学家诺姆-乔姆斯基；擁護馬克思主義的著名地理学家和人类学家大卫-哈维；擁護馬克思主義的斯洛文尼亚大陆哲学家斯拉沃伊-日泽克，政治活动家兼公共知识分子科内尔-韦斯特；马克思主义女权主义者盖尔-迪尼斯；作家、活动家和电影制片人纳奥米-克莱因；天主教首脑方济各教宗；记者和环保活动家乔治-蒙比奥；比利时心理学家保罗-韦海格；记者和活动家克里斯-海吉斯；擁護保守主義的哲学家罗杰-斯克鲁顿；以及改变全球化运动，包括ATTAC等团体。